# 2024년 롯데 자이언츠 시즌
2024년 롯데 자이언츠 시즌은 롯데 자이언츠가 KBO 리그에 참가한 43번째 시즌이다. 김태형 감독이 팀을 이끈 첫 시즌으로, 전준우가 주장을 맡았다. 
팀은 주전포수 유강남 뿐 아니라  심재민 등 중견-신예 투수들이  수술로 시즌아웃당한 탓인지  10팀 중 정규시즌 7위에 그쳐 7년 연속으로 포스트시즌 진출에 실패했다. 다만 시즌 후 개최된 KBO Fall-League에서는 NC 다이노스를 꺾고 초대 우승팀이 되었다.

## 타이틀
- 메이저 리그 베이스볼 서울 시리즈 국가대표: 강성우(코치), 최준용, 손성빈, 나승엽, 윤동희
- 프리미어 12 국가대표: 김현욱(코치), 나승엽, 윤동희
- 2024 K-BASEBALL SERIES 국가대표: 김현욱(코치), 나승엽, 윤동희
- WBSC U-23 야구 월드컵 국가대표: 송재영, 정대선
- KBO 골든글러브: 레이예스 (외야수 2위)
- 리얼글러브: 나승엽 (1루수)
- 일구상 의지노력상: 손호영
- 조아제약 프로야구대상 헤파토스상: 나승엽
- 조아제약 프로야구대상 스포츠토토 포토제닉상: 황성빈
- 오프더야구 시즌 베스트 라인업: 레이예스 (외야수)
- 스탯티즈 골든글러브: 레이예스 (외야수 3위)
- 웰컴톱랭킹 8월 타자 1위: 손호영
- 웰컴톱랭킹 10월 타자 1위: 고승민
- 웰컴톱랭킹 6월 투수 1위: 윌커슨
- 웰컴톱랭킹 10월 투수 1위: 윌커슨
- 한국갤럽 선정 한국인이 가장 좋아하는 국내 프로야구팀: 롯데 자이언츠
- 한국갤럽 선정 좋아하는 한국인 야구선수: 전준우 (9위)
- 올스타 선발: 윤동희 (외야수 3위)
- 올스타전 추천선수: 박세웅, 김원중, 정보근, 황성빈 (외야수 4위)
- 올스타전 썸머레이스 우승: 롯데 자이언츠
- 올스타전 퍼포먼스상: 황성빈
- K-브랜드지수 프로야구 올스타 부문 TOP10: 윤동희 (4위)
- 네이버 스포츠 베스트 플레이어 TOP10: 윌커슨 (8위)
- 야구대표자 선정 루키 베스트 라인업: 나승엽 (1루수), 윤동희 (우익수)
- 컴투스 프로야구 레전드 카드: 손아섭, 강민호
- 마구마구 레전드 프랜차이즈: 김원중, 손민한
- 출장(타자): 레이예스 (144)
- 타수: 레이예스 (574)
- 안타: 레이예스 (202)
- 2루타: 레이예스 (40)
- 선발등판: 윌커슨 (32)
- 완봉: 윌커슨 (1)
- 이닝: 윌커슨 (196.2)
- 상대한 타자 수: 윌커슨 (816)
- 투구수: 윌커슨 (3124)
- 경기 당 투구수: 윌커슨 (97.6)
- 멀티히트: 레이예스 (61)

### 퓨처스리그
- 리얼글러브 퓨처스리그: 이병준, 박준우, 소한빈
- 퓨처스 올스타전 베스트 퍼포먼스상: 박준우
- 퓨처스 올스타: 박준우, 정현수, 정대선, 이인한
- 사구: 추재현 (11)

### KBO Fall league
- 출장(타자): 김동규, 김동혁, 김민석, 신윤후, 이주찬, 이호준, 장두성 (8)
- 3루타: 김민석 (1)
- 도루: 장두성 (5)
- 세이브: 진승현 (2)
- 홀드: 김도규, 신병률 (2)

## 선수단
- 선발투수: 윌커슨, 반즈, 박세웅, 김진욱, 윤성빈, 이인복, 나균안
- 구원투수: 한현희, 박진, 김상수, 정현수, 김강현, 전미르, 박진형, 구승민, 최준용, 이민석, 임준섭, 진승현, 우강훈, 홍민기, 진해수, 송재영, 최이준
- 마무리투수: 김원중, 정우준, 박준우, 김도규, 현도훈
- 포수: 유강남, 손성빈, 강승구, 강태율, 서동욱, 정보근
- 1루수: 나승엽, 정훈
- 2루수: 고승민, 이호준, 정대선, 최항
- 유격수: 박승욱, 강성우, 이학주, 노진혁
- 3루수: 손호영, 오선진, 김민성, 이주찬, 한동희
- 좌익수: 이인한, 추재현, 김민석
- 중견수: 윤동희, 황성빈, 김동혁, 장두성, 이선우
- 우익수: 레이예스, 신윤후
- 지명타자: 전준우, 이정훈, 백두산

## 특이 사항
- 외야 테이블석과 그라운드석 설치로 인해 홈구장인 사직 야구장의 좌석 수가 기존 22990석에서 22758석으로 줄어들었다.
- 레이예스는 202안타를 쳐 2014년 서건창의 201안타를 넘고 역대 단일 시즌 최다 안타를 기록했다.
- 6월 25일 KIA 타이거즈와의 경기가 15대 15로 끝나, KBO 리그 사상 최다 득점 무승부 경기로 기록되었다.
- 8월 2일 LG 트윈스와의 경기는 KBO 리그 사상 처음으로 폭염으로 취소되었다.
- 반즈는 이 시즌 2013년 이후 KBO 리그에서 규정 이닝을 채운 투수 중 단일 시즌 투스트라이크 투구 대비 삼진 결정 비율이 가장 높았다.
- 레이예스는 2루에서 3루로 총 11번 태그업에 성공하여 2013년 이후 단일 시즌 최다 기록을 세웠다.
- 강성우는 이 시즌까지 도루 시도율 100%를 기록하여 2013년 이후 KBO 리그 10대 타자 통산 최고 기록을 세웠다.
- 박준우는 이 시즌까지 통산 스트라이크 비율 78.1%, 스트라이크 존 내 투구 비율 65.6%로 2013년 이후 KBO 리그 10대 투수 최고 기록을 세웠다.
- 이선우는 이 시즌 7경기에 출전했으나 타석을 한 번도 소화하지 못했다. 결과적으로 WAR -0.20으로 KBO 리그 역대 단일 시즌 0타석 타자 중 최저 WAR 기록을 세웠다.
- 이 시즌 팀은 원정 경기를 위해 총 9201km를 이동하여 KBO 리그 내 이동 거리 1위였다.
- 전미르는 이 시즌까지 통산 5구원패 5블론세이브로 2013년 이후 KBO 리그 10대 투수 최다 기록을 세웠다.